# Леонид (Скобеев)
Леони́д (в миру Евге́ний Дми́триевич Скобе́ев; 19 февраля 1851, село Спасское, Рузский уезд, Московская губерния — 19 января 1932, Москва) — деятель обновленчества.
Был первым епископом, уклонившимся в обновленческий раскол, став 18 мая 1922 года одним из учредителей и формальным главой обновленческого Высшего церковного управления, но уже на следующий день фактическим главой ВЦУ стал Антонин (Грановский), а 18 июля он был уволен с должности председателя и в дальнейшем не играл заметной роли в обновленчестве.

## Биография

### Ранние годы, учёба и военная служба
Родился 19 февраля 1851 года в селе Спасском Рузского уезда Московской губернии (ныне Одинцовский городской округ Московской области) в семье священника.
В 1868 году окончил уездное духовное училище и поступил в Московскую духовную семинарию. В 1872 году по собственному прошению уволен из 4 класса семинарии. В 1874 году окончил 3-е Александровское военное училище и произведён в чин прапорщика.
С 8 августа 1874 года — офицер Санкт-Петербургского короля Фридриха-Вильгельма III лейб-гвардии полка, расквартированного в Варшаве. Произведён в чин подпоручика. Участник русско-турецкой войны 1877—1878 годов, где в частности сражался под Плевной и участвовал в штурме Филиппополя. Произведён в поручики. Награждён орденом святой Анны 4-й степени с надписью «За храбрость».
С 22 марта 1880 года — офицер 4-го грендерского Несвижского полка генерала-фельдмаршала Барклая де Толли полка. Окончил медицинский факультет Варшавского университета и Военно-юридическую академию. Произведён в чин штабс-капитана. 1 июля 1887 года вышел в отставку.
Был женат, но овдовел.

### Церковная служба до революции
В 1892 году поступил вольнослушателем в Санкт-Петербургскую духовную академию.
28 июня 1893 года принял монашество, 4 июля был рукоположён в сан иеродиакона. 11 декабря 1894 года был рукоположён в сан иеромонаха. По отзыву Антона Карташёва, принял монашество ради карьеры и имел прозвище «иеро-капитан». Данная Карташёвым характеристика была весьма нелестной: «Нрав буйный, образ действий — уголовный. Один из тех епископов, о которых К. П. Победоносцев хранил при себе папку уголовных материалов и, хлопая по папке, восклицал: „Вот где у меня епископы. Всех их я держу здесь“».
В 1896 году окончил Санкт-Петербургскую духовную академию со степенью кандидата богословия, будучи по успеваемости 47-м из 49-ти окончивших в тот год данную духовную академию с кандидатской степенью.
28 сентября того же года назначен смотрителем Тульчинского духовного училища. 19 апреля 1900 награждён наперсным крестом, от Святейшего синода выдаваемым.
8 апреля 1901 года назначен ректором Литовской духовной семинарии в Вильне и настоятелем Виленского Троицкого мужского монастыря, в связи с чем 23 апреля того же года был возведён в сан архимандрита
5 сентября 1903 года освобождён от должности ректора Литовской духовной семинарии и Троицкого монастыря и назначен настоятелем Пензенского Спасо-Преображенского монастыря. 9 июня 1906 года переведён настоятелем Новгород-Северского Спасо-Преображенского монастыря Черниговской епархии. 24 февраля 1909 года переведён настоятелем Пустынского Успенского монастыря Могилёвской епархии. 30 января 1910 года уволен от настоятельства и зачислен в братию Рязанского Троицкого монастыря, однако 28 мая того же года назначен настоятелем Смоленского Авраамиева монастыря. В 1914 году оставил настоятельство. В 1917 году назначен настоятелем Покрово-Болдинского монастыря в Астрахани. Ни в одном из этих монастырей «не мог установить спокойного течения монастырской жизни».
Протоиерей Владислав Цыпин приводит такую характеристику архимандрита Леонида: «…с грехом пополам закончив академическое образование (правда, до этого он получил медицинское, военное и юридическое), поражал сочетанием полной бездарности и честолюбивых притязаний. Рассказывали, что в бытность архимандритом он, служа в приходских церквах, вопреки уставу, украшал свою особу посохом. Ему было указано на то, что подобные вольности недопустимы, а он, рассердившись, возразил: „Ещё чего! Мои сокурсники давно уже стали епископами, а мне не велят служить с посохом!“ Без устали добивался он епископского рукоположения».
По данным Анатолия Краснова-Левитина и Вадима Шаврова, епископ Леонид до революции «никогда не только не выражал никаких симпатий обновленцам, но, наоборот, всегда был крайним консерватором и убеждённым монархистом. „Каждым третьим словом, которое он произносил, было: государь-император“, — рассказывал А. И. Введенский».

### Церковное служение после революции
17 (30) января 1919 года ввиду отсутствия архимандрита Афанасия (Самбикина) архиепископом Иоасафом (Каллистовым) с благословения патриарха Тихона назначен управляющим Московского Сретенского монастыря, о чём 8 февраля Московский епархиальный совет прислал ему указ. 11 марта Московский епархиальный совет в дополнение к указу от 8 февраля давал знать архимандриту Леониду, что последний «со времени вступления в управление Сретенским монастырём должен получать братскую кружку в части, причитающейся на долю настоятеля сего монастыря, впредь до возвращения архимандрита Афанасия». Архимандрит Леонид управлял монастырём до июля того же года.
12 июля 1920 года «как старейший по возрасту архимандрит» хиротонисан во епископа Ковровского, викария Владимирской епархии. Хиротонию совершил патриарх Тихон с сонмом архиереев. В Коврове задержался очень недолго.
В июне 1921 года назначен епископом Верненским и Семиреческим, викарием Туркестанской епархии. Не смог отбыть к месту назначения (Верный в том же году переименован в Алма-Ату), так как связь Москвы со Средней Азией была в это время из-за гражданской войны крайне затруднена.
Проживал в Москве. Краснов-Левитин и Шавров описали епископа Леонида, которому к тому времени было 70 лет, как тучного, невысокого роста старика и охарактеризовали его как типичного представителя «старорежимного епископата».

### Уход в обновленчество
Согласно данным Краснова-Левитина и Шаврова, «когда возник план церковного переворота, питерцы и примкнувший к ним С[ергий] Калиновский оказались перед трудно преодолимым препятствием: не было ни одного епископа, который согласился бы их возглавить. Правда, заядлым обновленцем был издавна епископ Антонин Грановский, но <…> он до самого последнего времени не давал окончательного согласия на сотрудничество с живоцерковниками. Кроме того, этот человек, независимый, смелый, обладающий темпераментом бунтаря, всегда возбуждал в живоцерковниках чувство, близкое к страху, „никогда нельзя было знать, что он выкинет“ (выражался А. И. Введенский). Тут-то и всплыло неожиданно имя захолустного епископа, случайно проживавшего в то время в Москве. Епископ Леонид был удобен для живоцерковников и ещё в одном отношении: имя Антонина, „смутьяна“ и бунтаря, было слишком одиозным, оно могло сразу насторожить патриарха; имя же решительно ни чем не замечательного епископа Леонида придавало всей живоцерковной затее в глазах патриарха сравнительно безобидный характер».
18 мая 1922 года священники Александр Введенский, Евгений Белков и Сергий Калиновский в третий раз явились к патриарху Тихону и потребовали передать им патриаршую канцелярию. Требование было предъявлено в виде документа под названием «Докладная записка Инициативной группы прогрессивного духовенства Живая Церковь» и с подписью «Вашего Святейшества недостойнейшие слуги: Введенский, Белков, Калиновский»; на этом документе патриарх наложил резолюцию, в которой поручил «поименованным ниже лицам принять и передать … синодские дела … [и дела] по Московской епархии» архиереям Российской Православной Церкви митрополиту Агафангелу (Преображенскому) и епископу Клинскому Иннокентию (Летяеву), а до его прибытия епископу Верненскому Леониду (Скобееву).
Вечером 18 мая в одной из московских гостиниц, где проживал Александр Введенский, состоялось первое организационное собрание нового ВЦУ, куда прибыл епископ Леонид. При его появлении все почтительно встали и подошли под благословение. Епископ Леонид сразу согласился возглавить самочинное Высшее церковное управление. Александр Введенский от петроградской группы и Сергий Калиновский от имени московского «прогрессивного» духовенства почтительно приветствовали в его лице главу нового церковного управления. Тогда же был назначен управляющим Московской епархией.
В ночь на 19 мая патриарха Тихона увезли из Троицкого подворья в Донской монастырь и на год заключили «под строжайшей охраной, в полной изоляции от внешнего мира, в квартирке над монастырскими воротами, в которой раньше жили архиереи, находившиеся на покое».
19 мая «Инициативная группа» прибыла на Троицкое подворье, где их ждал епископ Антонин (Грановский), прибывший, чтобы возглавить новый управленческий аппарат — в ответ на письменную просьбу «инициативной группы „Живая Церковь“». Заняв Троицкое подворье, «Высшее церковное управление», в лице Введенского, Калиновского и Белкова, не стало дожидаться ни митрополита Агафангела, ни уехавшего к нему Красницкого, а немедленно приступило к работе — под руководством епископа Антонина, который «сразу начал всем распоряжаться, ведя себя так, точно он находился в завоеванной стране» и полностью оттеснил от руководства епископа Леонида.
30 мая присоединившимся к обновленчеству духовенством Московской епархии избран председателем Московского епархиального управления.
3 июня 1922 года на Троицком подворье вместе с епископом Антонином совершил первую обновленческую хиротонию, рукоположив во епископа Иоанникия (Чанцева). 11 июня вместе с епископом Иоанникием рукоположил во епископа вдового протоиерея Иоанна Альбинского без предварительного пострижения в монашество. Николай Безпалов, секретный сотрудник ГПУ, сумевший выбраться за границу и там опубликовать неизвестные подробности работы ГПУ на Троицком подворье, где после ареста патриарха Тихона первый этаж отдали под общежитие сотрудников ГПУ, а на втором расположилось обновленческое Высшее церковное управление, писал: «Начались „обеды“, кончавшиеся грандиозными выпивками. Одна такая пирушка, имевшая целью вспрыснуть посвящение в епископы петроградского священника некого отца Ивана [Альбинского], затянулась на всю ночь и закончилась дракой между собутыльниками. Только утром измятые и взъерошенные „священнослужители“ расходились по домам под хихиканье чекистских жильцов подворья. В тот же день разыгрался скандал. У вновь посвященного епископа отца Ивана обнаружилась кража крупной суммы денег. В краже был уличён один из вождей — епископ Леонид. Дело едва не дошло до московского уголовного розыска, но было потушено Красницким».
18 июня назначен управляющим Московской обновленческой епархией с титулом епископа Крутицкого. 1 июля того же года решением ВЦУ вместе с Антонином (Грановским) возведён в сан архиепископа.
Примерно в то же время по инициативе Владимира Красницкого де-факто отстранён от участия в деятельности ВЦУ, хотя формально состоял его членом до обновленческого Всероссийского поместного собора, состоявшегося в 1923 году.

### На Пензенской и Орловской обновленческих епархиях
6 июля 1922 года ставший ненужным Красницкому архиепископ Леонид назначен архиепископом Пензенским и Саранским, председателем обновленческого Пензенского епархиального управления.
В августе прибыл в Пензу и заявил, что «никаких новшеств, никаких элементов „народной церкви“ он не признает и что все должно пойти по-настоящему и древнецерковному». Войдя в общение с Иоанникием Смирновым, настаивал на «полной капитуляции» путятинцев, подразумевая под этим, среди прочего, чтобы всё «духовенство», поставленное Путятой за годы его пребывания в расколе, сложило свои полномочия, обещав, что позднее все будут восстановлены на своих местах и без куска хлеба не останутся. Пользуясь мандатом от ВЦУ, Леонид сумел закрепить за собой несколько городских храмов, в том числе Покровскую церковь.
В результате вся иоанникиевская группировка («путятинская церковь») практически растворилась в обновленчестве. Вслед за этим, опираясь на Иоанникия Смирнова, Леонид (Скобеев) организовал «епархиальное управление», в основу которого был положен состав бывшего путятинского Епархиального совета: председатель — сам Леонид (Скобеев), секретарь — Иоанникий Смирнов. Члены: Иевский — спившийся дворянин; соборный звонарь Коля; иподиакон Путяты Иван Шагаев; «священник» Чукаловский, в ранее лишенный сана за незаконное сожительство и восстановленный Леонидом в священническом звании; «священник» П. Вилкин, правая рука Иоанникия Смирнова. Позднее в Епархиальный совет дополнительно были введены: Н. Г. Соколов (назначенный от ВЦУ местный преподаватель истории, окончивший Санкт-Петербургскую духовную академию) и «священник» Шмонькин, принявший фамилию Архангелов. Весной 1923 года оба стали кандидатами в архиереи.
В сентябре того же года оставил епархию и вернулся в Москву.
4 октября того же года назначен архиепископом Орловским и Ливенским, председателем обновленческого Орловского епархиального управления. Кафедра располагалась в Петропавловском соборе Орла.
В феврале 1923 года оставил епархию и вернулся в Москву.

### В должности председателя обновленческого Московского епархиального управления и на покое
26 марта 1923 года назначен архиепископом Крутицким, викарием Московской обновленческой епархии, и председателем обновленческого Московского епархиального управления. В апреле — мае был участником «Второго Всероссийского поместного собора» (первого обновленческого). 4 мая переименован в архиепископа Коломенского, викария Московской обновленческой епархии, с оставлением председателем обновленческого Московского епархиального управления. На Крутицкой кафедре его сменил Александр Введенский, в чьей епископской хиротонии, состоявшейся 6 мая, принял участие и Леонид (Скобеев).
18 декабря 1923 года освобождён от управления Коломенским викариатством и выведен из состава обновленческого Московского епархиального управления. В январе 1924 года вновь избран председателем обновленческого Московского епархиального управления.
3 сентября 1924 года уволен на покой с правом получения пенсии. Проживал в Москве.
В октябре 1925 года присутствовал на «3-м всероссийском поместном соборе» (втором обновленческом) с решающим голосом.
В 1927—1928 году дважды безрезультативно обращался к обновленческому руководству с просьбой о восстановлении в звании члена Синода и уравнении в правах с другими его членами.
25 сентября 1928 года возведён в сан митрополита.
25 февраля 1931 года в ознаменование 80-летия со дня рождения назначен почётным членом Священного синода Православной церкви в СССР. 1 апреля награждён правом преподнесения креста за богослужением.
Скончался 19 января 1932 года вне общения с Церковью. Похоронен на Ваганьковском кладбище в Москве.